# Darmühlenbach

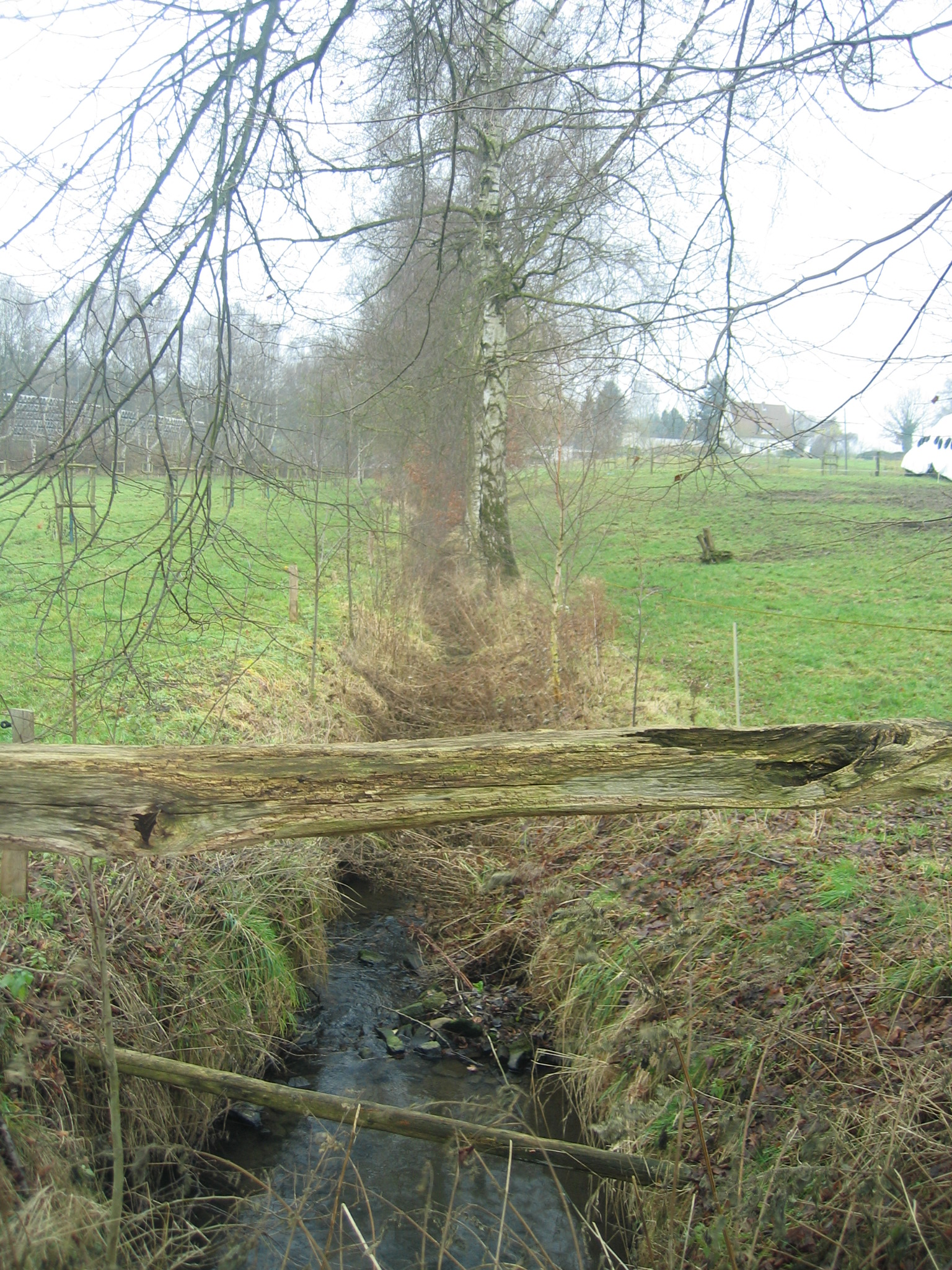
Der Darmühlenbach im Oberlauf bei Bieren

Der Darmühlenbach (bis Kilometer 5,8 oft nur Mühlenbach genannt) ist ein linker Nebenfluss der Else im ostwestfälischen Rödinghausen und Bünde und gehört damit zum Flusssystem der Weser.

## Quelle, Verlauf und Mündung
Der Bach entspringt in Bieren beim Bahnhof Bieren und mündet nach 7,7 Kilometern in die Else. Die Quellhöhe beträgt 100 m ü. NN. Auf seinem Weg zum Gut Böckel nimmt er zahlreiche kleinere Bäche auf. Neben einigen namenlosen Gewässern sind dies unter anderem der Grenzbach in Bieren bei km 6,4 und der Dornmühlenbach bei Kilometer 5,3. Die Gräfte der Wasserburg Gut Böckel bei Kilometer 5,8 wird vom Darmühlenbach gespeist und trieb einst die Wassermühle des Guts an. Bei Kilometer 3,1 fließt er durch das Naturschutzgebiet Ziegeleigrube Ennigloh in Bünde. Bei Kilometer 2,1 nimmt er den Holser Bach (auch Ärftbach genannt) rechtsseitig auf. Bei Kilometer 1,0 unterquert er die Bundesautobahn 30. Bei Flusskilometer 12 mündet der Darmühlenbach bei Bünde-Ahle in die Else. Die Mündungshöhe beträgt rund 60 m ü. NN. Damit hat der Darmühlenbach auf seinem 7,7 Kilometer langen Lauf eine Höhe von rund 40 Metern überwunden.
Das Einzugsgebiet hat eine Größe von 17,39 km².

## Natur
In Bünde-Ennigloh liegt das 4,5 ha große Naturschutzgebiet Ziegeleigrube Ennigloh. Das Naturschutzgebiet liegt am Ostufer des Darmühlenbachs und westlich der Bahnstrecke Bünde-Rahden. Das Gebiet ist eine ehemalige Tongrube. Um die Grube liegen artenreiche  Stillgewässer mit Schwimmblattvegetation, im östlichen und im nördlichen Teil des Gebietes liegen zwei flache, überwiegend besonnte Kleingewässer. In diesen Gewässern leben zahlreiche  Amphibien.